# Julius Franz Borgias Schneller

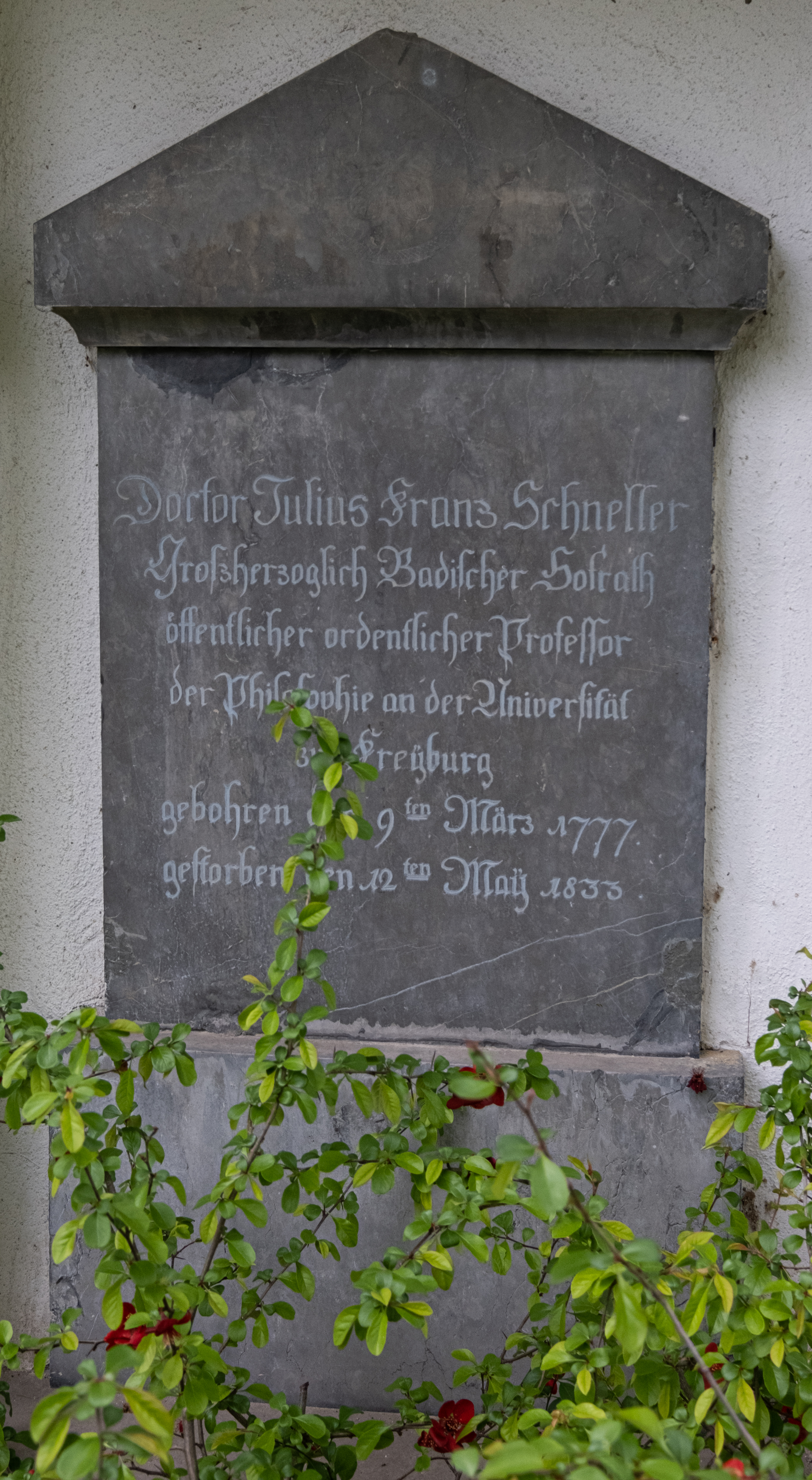
Grabstein auf dem Alten Friedhof in Freiburg

Julius Franz Borgias Schneller, auch Franz Julius Borgias Schneller (* 3. März 1777 in Straßburg; † 12. Mai 1833 in Freiburg im Breisgau) war ein österreichischer Historiker und Schriftsteller.

## Leben
Von 1791 bis 1795 studierte er in Freiburg im Breisgau und von 1796 bis 1798 in Wien. Ab 1805 lehrte er als Professor für Weltgeschichte und Österreichische Geschichte am Lyzeum Linz und ab 1806 am Lyzeum Graz, wo er 1823 zum Dr. phil. promoviert wurde. In Graz war er zudem Privatlehrer der Musikerin Marie Pachler. Noch im selben Jahr übernahm er die Professur für Philosophie und Geschichte an der Universität Freiburg im Breisgau, wo er in der Folge mehrmals Dekan sowie 1829, 1832 und 1833 Prorektor war.

## Schriften (Auswahl)
- Rede auf Thaddäus Rinderle, Professor der Mathematik, bei dessen akademischer Todtenfeier in dem Münster zu Freiburg am 10. November 1825. Freiburg im Breisgau 1826.
- Julius Schnellers Lebensumriss und vertraute Briefe an seine Gattin und seine Freunde. Leipzig 1834.
- Briefwechsel zwischen Julius Schneller und seinem Pflegesohne Prokesch. Aus Schnellers hinterlassenen Papieren. Leipzig 1834.
- Julius Schneller's Ideen über Litteratur und Kunst. Nebst ausgewählten Dichtungen. Aus seinen hinterlassenen Manuscripten und zerstreuten Auffsätzen. Leipzig 1834.